# شهرستان رینبونگ
شهرستان رینبونگ (به لاتین: Rinbung County) یک شهرستان‌های جمهوری خلق چین در چین است که در شیگاتسه واقع شده‌است.